# Донгулагаш
Донгулага́ш (каз. Дүңгілағаш) — село у складі Зерендинського району Акмолинської області Казахстану. Входить до складу Конисбайського сільського округу.
Населення — 159 осіб (2021; 224 у 2009, 223 у 1999, 204 у 1989).
Національний склад станом на 1989 рік:
- казахи — 100 %.

У радянські часи село називалось також Донгульагаш.